# Oljas Bektenov
Oljas Abaiūly Bektenov (kasakhisk: Олжас Абайұлы Бектенов; født 13. december 1980 i Alma-Ata (nu Almaty)) er en kasakhisk politiker, der har været premierminister i Kasakhstan siden 2024. Før sin udnævnelse til premierminister havde Bektenov forskellige stillinger, herunder næstformand for agenturet for civile anliggender og antikorruption, og senere formand for anti-korruptionsagenturet. I 2023 blev han udnævnt til stabschef for præsident Kassym-Jomart Tokajev.
Bektenov blev født i byen Alma-Ata i den kasakhiske socialistiske sovjetrepublik (nu Almaty). Han dimitterede fra det kasakhiske juridiske statsakademi (nu KAZGUU Universitet) i 2001 med en grad i juraog blev efterfølgende ph.d. i jura.
Bektenov var ansat i justitsministeriet i Almaty fra 2002 til 2005 og i den juridiske afdeling ved Kasakhstans premierministers kontor fra 2005 til 2006.
Han havde embeder i Kasakhstans præsidentielle administration under Nursultan Nazarbayev fra 2006 til 2009 og var næstformand for udvalget for registreringstjeneste og juridisk bistand i justitsministeriet fra 2009 til 2012.
Han var afdelingsleder i Agenturet for Bekæmpelse af Økonomisk og Korruptionskriminalitet i Kasakhstan (finanspolitiet) fra 2012 til 2014 og senere sekretariatschef for præsidentens stabschef.
Bektenov blev udnævnt til næstformand for agenturet for civile anliggender og antikorruption i juni 2018 og blev forfremmet til første næstformand 26. juni 2019 og formand 25. februar 2022. Bektenov blev udnævnt til  stabschef for præsidenten 3. april 2023.
Den 6. februar 2024 blev Bektenov udnævnt til Kasakhstans premierminister af præsident Kassym-Jomart Tokayev.